# Holopogon claripennis
Holopogon claripennis là một loài ruồi trong họ Asilidae. Holopogon claripennis được Loew miêu tả năm 1856. Loài này phân bố ở vùng Cổ Bắc giới.